# Cimetière Saint-Jean de Gaillac
Le cimetière Saint-Jean est un cimetière communal situé à Gaillac dans le Tarn. Il se trouve rue de l'Égalité.

## Histoire et description
Ce cimetière se trouve à l'ombre de l'église Saint-Jean de Gaillac. Non arboré, il s'étire sur le côté Nord de l'église et offre un panorama remarquable sur les environs. Ces tombes alignées sont plutôt modestes, hormis quelques rares chapelles et tombes anciennes parfois ouvragées. Un buste orne la sépulture de Joseph Rigal. Un polyptyque avec les noms gravés de soldats morts pendant la guerre de 1914-1918 est accroché sous le porche de l'entrée, ainsi qu'un triptyque avec les noms des soldats de Gaillac morts pendant la Seconde Guerre mondiale et un cadre avec trente-trois photographies émaillées de poilus. Une tombe collective avec une grande stèle abrite le dernier repos de soldats morts pendant la Grande Guerre dans les hôpitaux des environs, érigée par l'association des veuves de guerre et des dames de la croix rouge.

## Personnalités inhumées
- Alain Emmanuel Dreuilhe (1949-1988), auteur de Corps à corps, journal de SIDA[2]
- Pierre Loubat (1870-1950), médecin, sénateur du Tarn
- Joseph Rigal (1797-1865), médecin, maire de Gaillac, député du Tarn; et son fils Hippolyte Rigal (1827-1889), médecin et sénateur républicain du Tarn (buste)
- Hippolyte de Tonnac-Villeneuve (1796-1873), député du Tarn; et son fils André (1865-1942), propriétaire de haras